# Hobo (Colombia)
Hobo è un comune della Colombia facente parte del dipartimento di Huila.
Il centro abitato venne fondato da Diego De Ospina y Maldonado nel 1630.